# Reattore nucleare a gas
I reattori nucleari a gas (in inglese: Gas-Cooled Reactor (GCR)) sono reattori nucleari a fissione refrigerati a gas, generalmente ad anidride carbonica, ma anche alcuni casi ad aria o ad elio. Essi erano moderati a grafite, ma vi sono anche delle tipologie di reattore moderate ad acqua pesante (HWGCR).
I GCR, ormai in disuso, erano in grado di usare l'uranio naturale come combustibile nucleare, permettendo così alle nazioni che li avevano sviluppati di produrre uranio arricchito per fabbricare plutonio e armi nucleari, senza dover dipendere dalle importazioni di altri paesi di cui, al tempo, gli unici fornitori erano solo Stati Uniti e Unione Sovietica.
L'evoluzione inglese di questa tipologia fu l'AGR, sigla di Advanced Gas-cooled Reactor (reattore nucleare avanzato a gas) è un tipo di reattore nucleare sviluppato dalla Gran Bretagna di seconda generazione, basato sul disegno Magnox. A differenza del Magnox, il gas termovettore viene tenuto ad una temperatura più elevata per aumentarne l'efficienza termica. Di conseguenza come rivestimento del combustibile viene usato acciaio inossidabile per permetterne la resistenza alle alte temperature, il che comporta la necessità di usare uranio arricchito come combustibile, non più naturale, proprio a causa del fatto che l'acciaio ha una notevole capacità ad assorbire neutroni.
Vi erano due principali tipi di GCR:
- La filiera Magnox, sviluppata dal Regno Unito
- La filiera UNGG sviluppata dalla Francia

La principale differenza fra le due tipologie era il rivestimento delle barre di combustibile: una lega di magnesio-alluminio omonima nel primo e una lega di magnesio-zirconio nel secondo.
Entrambi i rivestimenti erano inadatti allo stoccaggio in acqua, rendendo così il riprocessamento una parte essenziale del ciclo del combustibile.I vantaggi erano in una produzione continua di corrente, visto che il reattore non necessitava di essere fermato per la ricarica. Il reattore di questa tipologia allo studio per la IV generazione sarebbe il reattore nucleare a temperatura molto alta (VHTR).